# Мерл темнощокий
Мерл темнощокий (Lamprotornis splendidus) — вид горобцеподібних птахів родини шпакових (Sturnidae). Мешкає в Африці на південь від Сахари.

## Опис

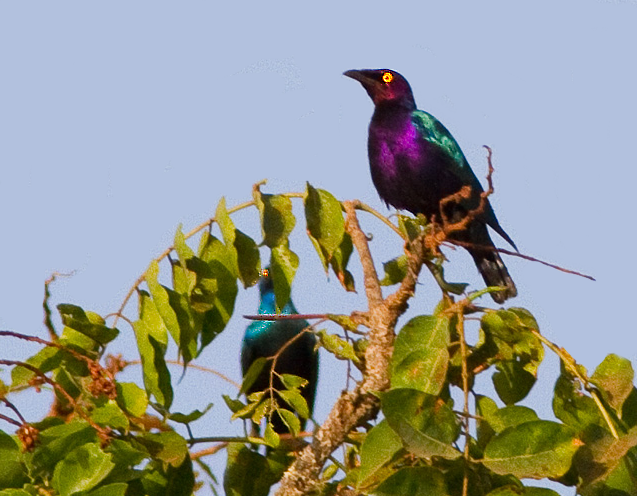
Темнощокий мерл (Камерун)

Довжина птаха становить 29-36 см, розмах крил становить 40 см, вага 119-150. Самці є дещо більшими за самиць. Обличчя і скроні чорні, верхня частина голови спереду зеленувата, позаду синювата. На шиї з боків і плечах золотисто-бронзові плями. Верня частина спини синя, нижня частина спини світло-фіолетово-синя, надхвістя і верхні покривні пера хвоста синьо-зелені. Підборіддя сиювате, нижня частина тіла фіолетова, груди мають бронзовий відтінок, по центру живота проходить мідна смуга, нижня частина живота і хвіст чорнувато-фіолетові. Загалом оперення має характерний райдужний металевий відблиск. Очі блідо-жовті.
Самиці мають дещо менш фіолетове забарвлення, особливо на животі, а скоріше синє. У молодих птахів голова і шия зеленуваті, кінчики пер на них металево-блискучі. Верхня частина тіла у них синювата, нижгня частина тіла коричнева, обличчя і скроні темно-коричневі. Крила і хвіст блискучі, однак решта тіла помітно менш райдужна, ніж у дорослих птахів. У представників підвиду L. s. chrysonotis голова, шия і плечі більш зелені, ніж у дорослих птахів, горло і груди синювато-фіолетові, бронзова смуга на грудях більш вузька. У самиць підвиду L. s. lessoni верхня частина грудей більш фіолетова, а бронзова смуга більш вузька і знаходиться ближче до живота. У представників підвиду L. s. bailundensis голова, шия і плечі більш зелені, махові пера більш сині, а верхня частина грудей пурпурова.

## Підвиди
Виділяють чотири підвиди:
- L. s. chrysonotis Swainson, 1837 — від Сенегалу і Гамбії до Того;
- L. s. splendidus (Vieillot, 1822) — від Нігерії і південного Камеруну до Ефіопії, західної Кенії, північно-західної Танзанії і північної Анголи;
- L. s. lessoni (Pucheran, 1858) — острів Біоко;
- L. s. bailundensis (Neumann, 1920) — південь Анголи, південний схід ДР Конго і Замбія.

## Поширення і екологія
Темнощокі мерли мешкають в Сенегалі, Гамбії, Гвінеї-Бісау, Гвінеї, Сьєрра-Леоне, Ліберії, Кот-д'Івуарі, Гані, Того, Беніні, Нігерії, Камеруні, Центральноафриканській Республіці, Еквадоріальній Гвінеї, Габоні, Республіці Конго, Демократичній Республіці Конго, Анголі, Замбії, Південному Судані, Уганді, Руанді, Бурунді, Кенії, Танзанії і Ефіопії. Вони живуть в кронах вологих рівнинних і заболочених тропічних лісів, в мангрових і галерейних лісах та в садах. Вони зустрічаються великими зграями, які можуть нараховувати до кількох десятків тисяч птахів. Щодня ці птахи розбиваються на менші зграйки до сотні птахів, які розлітаються по навколишній території, віддалячись від місця, де всі птахи разом сплять, на відстань до 15-20 км. Ввечері вони повертаються назад.
Темнощокі мерли живляться різноманітними плодами, зокрема фікусами, Xylopia, Maesopsis, Pycnanthus, Myristica, Dacryodes, Persea тощо, а також комахами, такими як мурахи, терміти, коники, іншими безхребетними, зокрема равликами, іноді навіть дрібними ящірками або амфібіями. Початок сезону розмноження у них різниться в залежності від регіону: на узбережжі Західної Африки він триває з грудня по травень, в Габоні з січня по березень. Гніздо відкрите або кулеподібне. робиться з гілочок, листя, трави і лоз, розміщується на дереві. зазвичай на висоті від 8 до 37 м над землею, або в дуплі, часто в покинутому дуплі дятла. В кладці від 2 до 3 яєць.